# Polycitor
Polycitor is een geslacht uit de familie Polycitoridae en de orde Phlebobranchia uit de klasse der zakpijpen (Ascidiacea).

## Soorten
- Polycitor adriaticus (Drasche, 1883)
- Polycitor africanus Monniot F. & Monniot C., 1997
- Polycitor annulus Kott, 1990
- Polycitor calamus Kott, 1990
- Polycitor cerasus Kott, 1990
- Polycitor circes Michaelsen, 1930
- Polycitor clava (Harant & Vernieres, 1938)
- Polycitor columna Kott, 1954
- Polycitor crypticus Millar, 1970
- Polycitor crystallinus (Renier, 1804)
- Polycitor cuneatus Millar, 1964
- Polycitor emergens Kott, 1990
- Polycitor epicolon Monniot F. & Monniot C., 2006
- Polycitor giganteus (Herdman, 1899)
- Polycitor glareosus (Sluiter, 1906)

- Polycitor luderitzi Michaelsen, 1915
- Polycitor nitidus (Sluiter, 1898)
- Polycitor nubilus Kott, 1990
- Polycitor obeliscus Kott, 1972
- Polycitor porrecta (Millar, 1962)
- Polycitor profundus Monniot F., 1971
- Polycitor proliferus (Oka, 1933)
- Polycitor protectans (Herdman, 1899)
- Polycitor searli Kott, 1952
- Polycitor spirifer Sluiter, 1909
- Polycitor subarborensis Kott, 1957
- Polycitor torensis Michaelsen, 1920
- Polycitor translucidus Kott, 1957
- Polycitor violaceus Sluiter, 1909

Nomen dubium
- Polycitor aurantiacus (Herdman, 1886)
- Polycitor psammophorus Hartmeyer, 1912

Niet geaccepteerde soorten:
- Polycitor aggergatum Harant & Vernieres, 1933 → Pycnoclavella producta (Milne Edwards, 1841)
- Polycitor coalitus Sluiter, 1909 → Hypodistoma deerratum (Sluiter, 1895)
- Polycitor dipartimentatus Renier, 1847 → Aplidium conicum (Olivi, 1792)
- Polycitor fungiformis Millar, 1970 → Pharyngodictyon mirabile Herdman, 1886
- Polycitor gelatinosa Kott, 1957 → Polycitor circes Michaelsen, 1930
- Polycitor ianthinus Sluiter, 1909 → Exostoma ianthinum (Sluiter, 1909)
- Polycitor longitubis Kott, 1957 → Polydistoma longitube (Kott, 1957)
- Polycitor mobiusi (Hartmeyer, 1905) → Sigillina moebiusi (Hartmeyer, 1905)
- Polycitor mutabilis Oka, 1942 → Ritterella prolifera  (Oka, 1933)
- Polycitor nana (Lahille, 1890) → Pycnoclavella nana Lahille, 1890
- Polycitor pulcher (Ritter, 1901) → Ritterella pulchra (Ritter, 1901)
- Polycitor pulchra (Ritter, 1901) → Ritterella pulchra (Ritter, 1901)
- Polycitor renziwadai Tokioka, 1952 → Polycitor circes Michaelsen, 1930
- Polycitor sedens (Sluiter, 1909) → Sigillina signifera (Sluiter, 1909)
- Polycitor signiferus Sluiter, 1909 → Sigillina signifera (Sluiter, 1909)
- Polycitor torosus Sluiter, 1909 → Exostoma ianthinum (Sluiter, 1909)